# Omorgus loxus
Omorgus loxus är en skalbaggsart som beskrevs av Patricia Vaurie 1955. Omorgus loxus ingår i släktet Omorgus och familjen knotbaggar. Inga underarter finns listade i Catalogue of Life.

## Bildgalleri

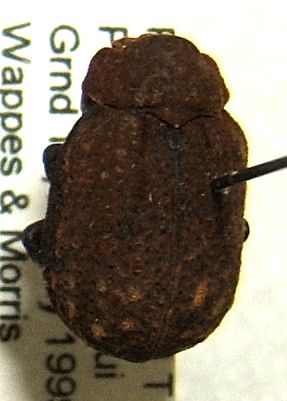